# Canoa (deporte)

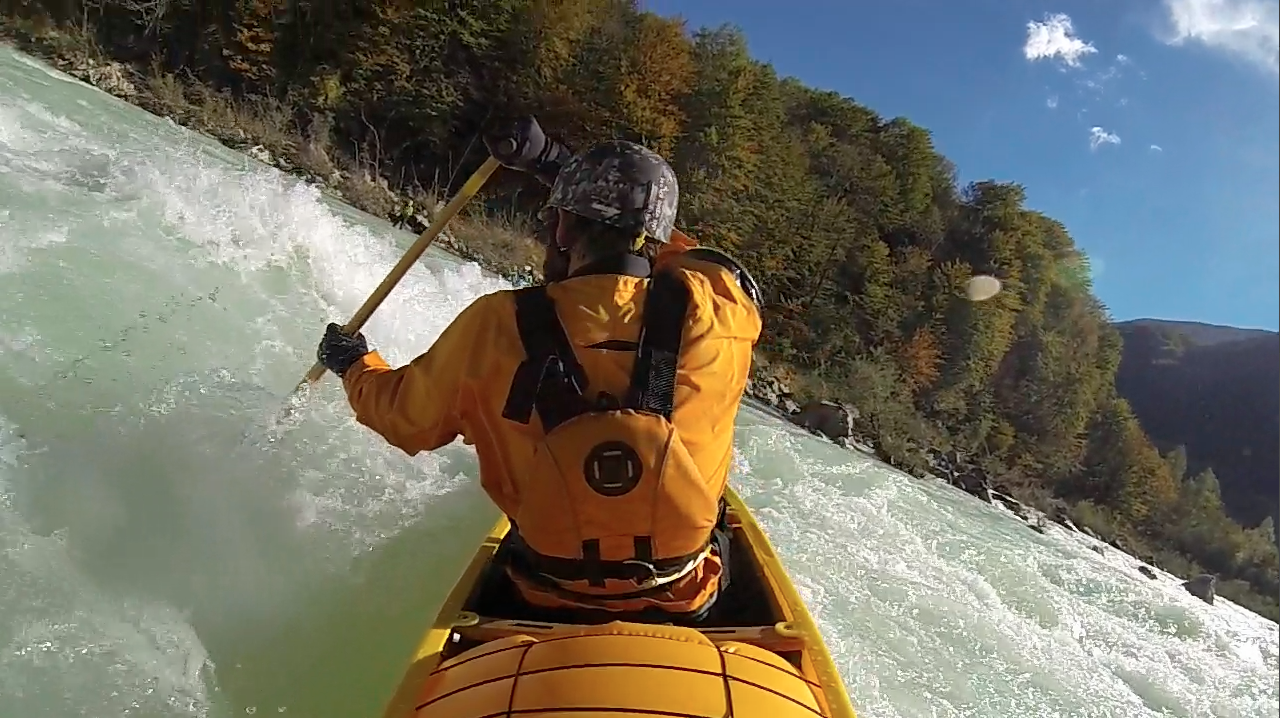
Canoa en aguas bravas.

La canoa es un deporte o actividad recreativa que implica bogar una canoa. 
A nivel competitivo, este deporte está supervisado por la Federación Internacional de Piragüismo.

## Tipos de canoas
Hay diferentes tipos de canoas:

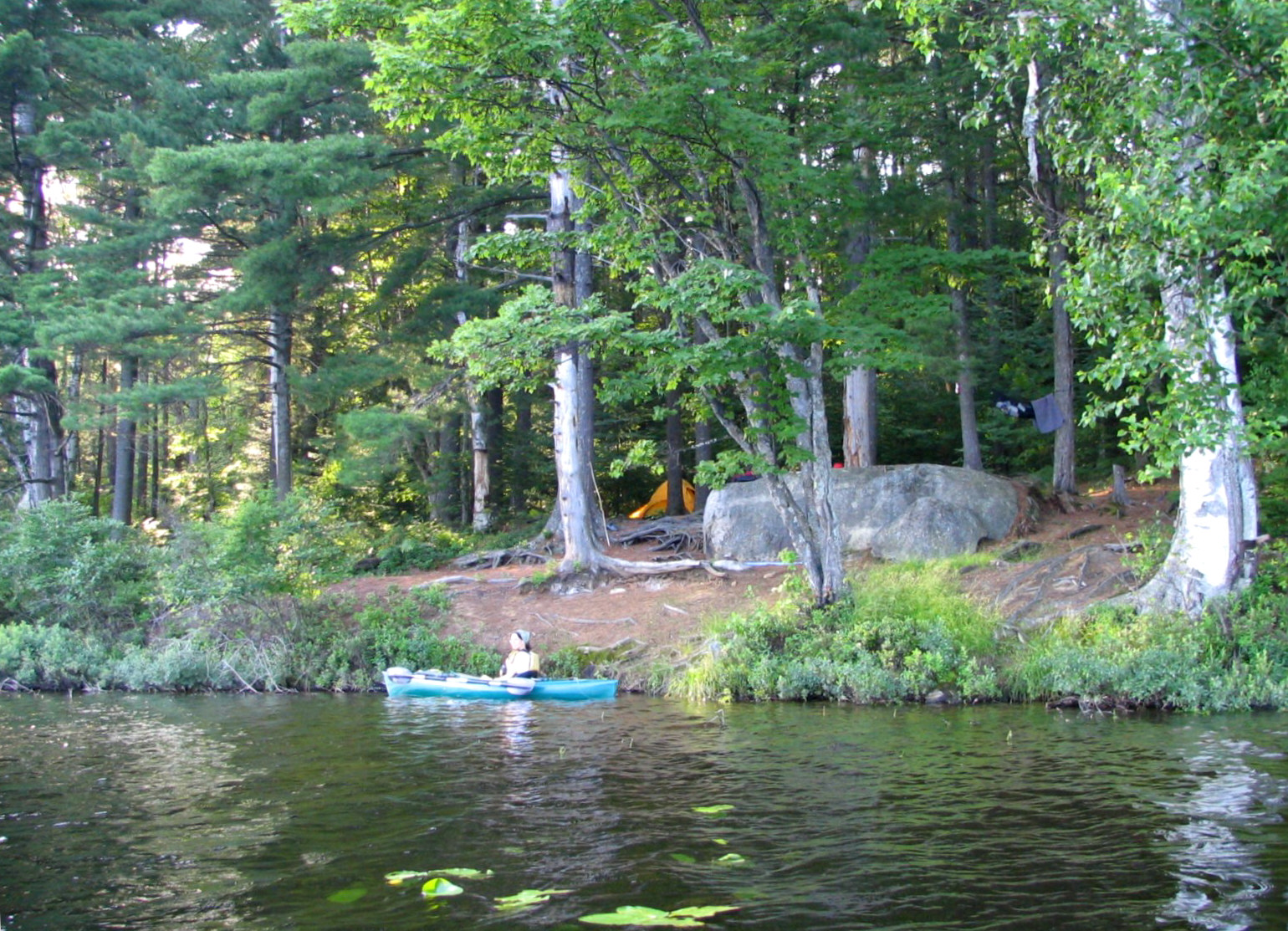
Canoa cámping.

- Canoas recreativas: estas son las más ampliamente utilizadas debido a su peso ligero y a su durabilidad. Están normalmente hechas de aluminio o plástico. Pueden encontrarse en la mayoría de tiendas deportivas, y es posible alquilarlas en algunos ríos y lagos públicos.
- Canoas intermedias o avanzadas: estas son versiones mejoradas de las canoas recreativas, ofreciendo más comodidad y velocidad. Estas son diseñadas para entusiastas de la canoa, quienes a menudo las utiliza para la pesca o la vista de pájaros.
- Canoas de aguas bravas: estas son usadas para las aguas bravas y el remo por el río abajo. Ofrecen mucha seguridad y están dotadas de bolsas flotantes para evitar que la canoa se hunda o si se va al agua accidentalmente. Tienen lados más altos, las cales ayudan a evitar que el agua se introduzca a la canoa. Es más fácil de girar bruscamente debido a su fondo plano.
- Canoas de carrera: estos son estrictamente para profesionales y actividades deportivas. Pueden estar hechas de Kevlar, plástico o diferentes materiales que hacen estas canoas ultraligeras y fuertes. Tienen un diseño diferente de las otras canoas, con vigas más estrechas y cerradas para un mejor seguimiento. Estas son clasificadas en dos grupos: canoas flatwater y canoas de carrera en aguas bravas.